# U Coronae Borealis
U Coronae Borealis är en kortperiodisk förmörkelsevariabel av Algol-typ i stjärnbilden Norra kronan. 
Stjärnan har magnitud +7,66 och når i förmörkelsefasen ner till +8,79 med en period på 3,45220133 dygn.